# Menophra fractaria
Menophra fractaria är en fjärilsart som beskrevs av Otto Staudinger 1859. Menophra fractaria ingår i släktet Menophra och familjen mätare. Inga underarter finns listade i Catalogue of Life.